# العودة إلى الذات
العودة إلى الذات هو كتاب للمؤلف الشهير الدكتور علي شريعتي ، صدر في في سنة 1406 هجري 1986 ميلادي وترجمه إلى العربية الدكتور إبراهيم الدسوقي الشتا عدد صفحاته 368 صفحة صدر عن دار الزهراء لإعلام العربي.

## مضمون الكتاب
- مصير الأفكار
- المصلحون التقدميون
- الثوريون اليساريون
- المجتمع و التاريخ
- موقعنا من التاريخ
- علم الاجتماع أو علم التاريخ

## وصلات خارجية
- http://www.daralameer.com
- http://www.shariati.com
- مقالة الباحث محمد عيسي في موقع الشهاب بتاريخ 16-8-1429 هـ
- بیوگرافی یا زندگی علی شریعتی
- بیوگرافی یا زندگی علی شریعتی
- Yes The brother was like this, in Persian
- علی شریعتی
- علی شریعتی PDF
- [. على يوتيوب]